# Halou galactic

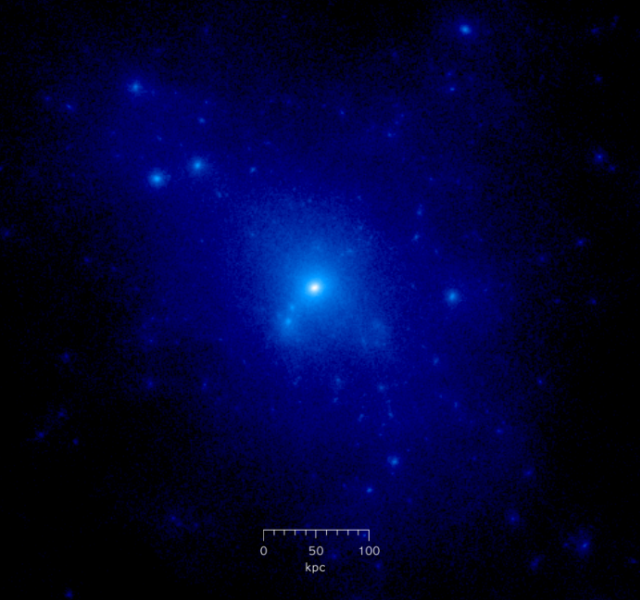
Un halou galactic

Haloul galactic este un tip de halou, adică un inel luminos, aproximativ sferic, care apare în jurul galaxiilor.
Distincția dintre halou și corpul principal al unei galaxii este cea mai clară la galaxiile spirale, unde forma sferică contrastează cu discul plat. La o galaxie eliptică, haloul se observă mai greu sau deloc.